# 8451-es mellékút (Magyarország)
A 8451-es számú mellékút egy bő 20 kilométer hosszú, négy számjegyű mellékút Vas vármegye északi részén. Kenyerit köti össze Sárvárral és a 84-es főúttal; teljes hosszában 2x1 sávos és 4 településen halad át.

## Nyomvonala
Sárvár Hegyközség településrészének északnyugati széle közelében, a belterület határán ágazik ki a 84 150-es számú mellékútból (a 84-es főút régi, még a városon átvezető nyomvonalából), észak felé; lényegében az ugyanott véget érő 8439-es út egyenes folytatásának tekinthető. Mintegy 600 méter után eléri Sitke határszélét, onnantól a határvonalat kísérve halad; úgy keresztezi, majdnem pontosan az első kilométere után a 84-es főút sárvári elkerülő szakaszát. Egészen a hetedik kilométeréig Sárvár és Sitke határvonalát követve húzódik, majd újból teljesen sárvári területre ér; ott keresztezi a Székesfehérvár–Szombathely-vasútvonal vágányait és kiágazik belőle nyugatnak a 84 325-ös számú mellékút, Ostffyasszonyfa vasútállomásra.
Alig pár lépéssel ezután Nagysimonyi területére érkezik, de lakott területeket ott nemigen érint, 8,2 kilométer után már Ostffyasszonyfa határai közt folytatódik. A 10. kilométere táján elhalad a Pannónia-Ring nevű autóverseny-pálya létesítményei mellett, majd mintegy 11,7 kilométer megtétele után éri el a község legdélebbi lakóházait. 12,2 kilométer után csatlakozik hozzá a 8452-es út délkelet felől, szűk 200 méternyi távon közös szakaszon húzódnak, de a 8452-es még a központ elérése előtt el is válik a 8451-estől, északnyugati irányban. Utóbbi a település belterületén végig a Kossuth Lajos utca nevet viseli, amíg – 13,3 kilométer után – el nem hagyja a község utolsó házait is.
Körülbelül 14,7 kilométer után ér az út Csönge területére, a község házait 15,2 kilométer után éri el, s ott a Dózsa György utca nevet veszi fel. A központban két éles iránytörése is van, az első után József Attila utca, a másodikat elhagyva pedig Rákóczi Ferenc utca lesz a települési neve. 16,5 kilométer után már külterületek között folytatódik, 18,2 kilométer után pedig átszeli Kenyeri határát. Utolsó kilométerét e község belterületei közt teljesíti, Ady utca néven; így ér véget, beletorkollva a 8611-es útba, annak a 26+800-as kilométerszelvénye közelében.
Teljes hossza, az országos közutak térképes nyilvántartását szolgáló kira.gov.hu adatbázisa szerint 20,541 kilométer.

## Települések az út mentén
- Sárvár-Hegyközség
- (Sitke)
- (Nagysimonyi)
- Ostffyasszonyfa
- Csönge
- Kenyeri